# Zaplątani

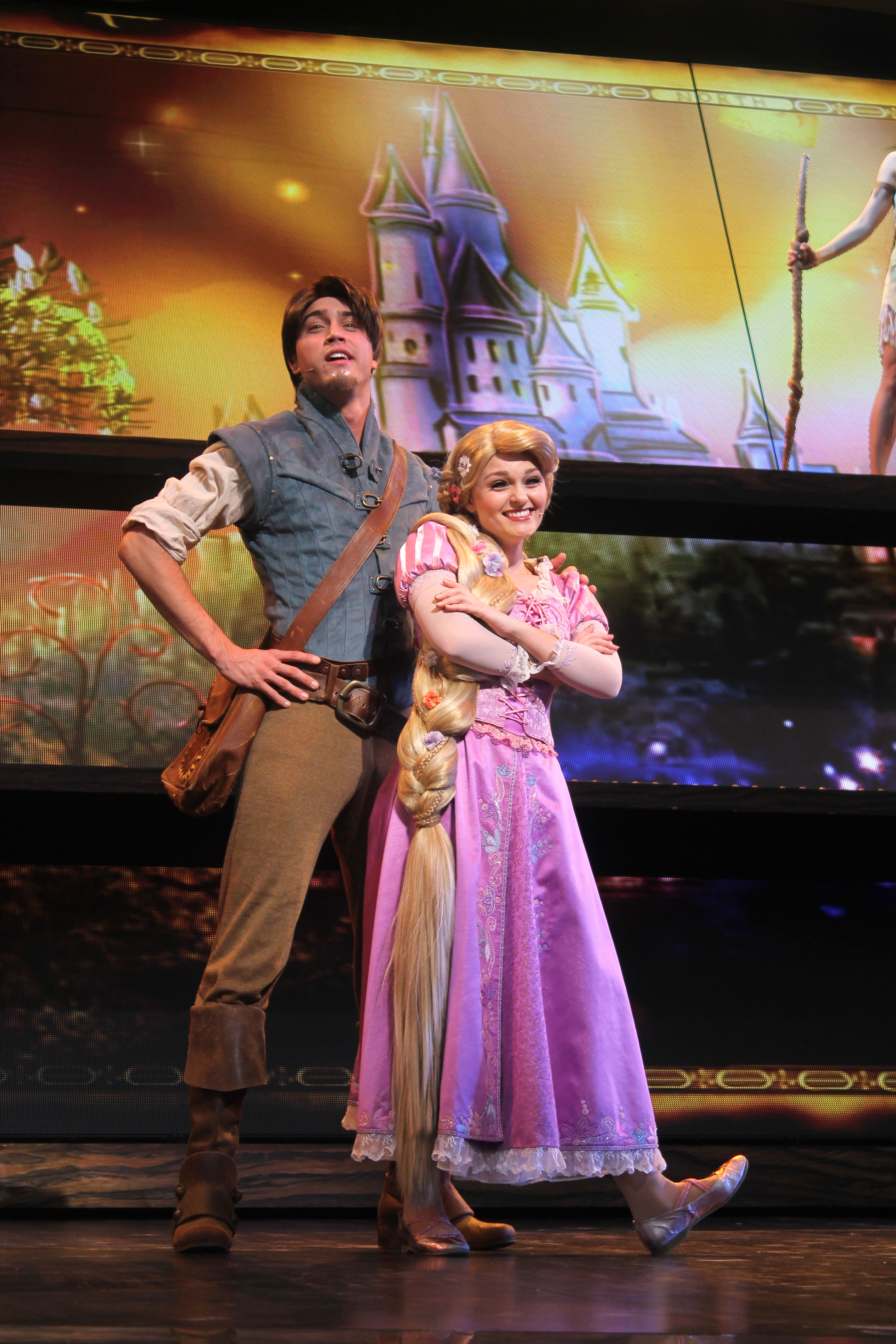
Aktorzy przebrani za postacie z filmu w parku rozrywki Disneyland

Zaplątani (ang. Tangled) – amerykański film animowany w reżyserii Glena Keane’a w technologii 3D z 2010. Film jest inspirowany niemiecką baśnią ludową Roszpunka w opracowaniu braci Grimm.

## Fabuła
Na początku XIX wieku żołnierze środkowoeuropejskiego królestwa Corona szukają kwiatu, mogącego uleczyć chorą królową, która ma wydać na świat potomka. Znajdują kwiat, na który wieki temu spadła kropla słonecznego blasku, mająca moc leczenia wszelkich chorób, ran i przywracania młodości. Od wieków z rośliny korzystała Gertruda, kobieta w podeszłym wieku, chcąca zachować kwiat tylko dla siebie, by dzięki śpiewaniu do niego pozostawać młoda. Żeby nikt nie zauważył magicznej rośliny, schowała ją pod koszem. Czar złotego kwiatu uzdrowił królową, dzięki czemu królewska córka, Roszpunka, miała magiczne, złote włosy. Na jej cześć król i królowa puścili w niebo latający lampion.
Gertruda wkrada się do pałacu, by ukraść włosy, jednak zauważa, że odcięte włosy tracą moc i kolor. Staruszka porywa dziecko i zamieszkuje z nim w wysokiej, ukrytej wieży, gdzie wychowywała je jak własne, a dzięki magicznym włosom Roszpunki wciąż wyglądała młodo. Nie pozwalała dziewczynce wychodzić z wieży pod pretekstem niebezpieczeństwa. W celu zdobycia pożywienia wychodziła „matka”, którą Roszpunka spuszczała na swych włosach — te urosły tak, że z okna wieży sięgały aż do ziemi. Król i królowa co roku, w dzień urodzin córki, puszczali w niebo tysiące lampionów. Roszpunka ogląda je co roku w swoje urodziny, choć przez okno wieży były to dla niej jedynie latające światła. Jej marzeniem jest zobaczenie lampionów z bliska.
Mieszkając w wieży, zaprzyjaźnia się z kameleonem imieniem Pascal. W przeddzień swoich 18. urodzin postanawia poprosić Gertrudę o to, by w końcu mogła zobaczyć latające światła z bliska. Gertruda karci ją, mówiąc, że nigdy w życiu nie pozwoli jej wyjść z wieży, co dziewczyna przyjmuje z pokorą. Tego samego dnia, gdy Gertruda wyszła zdobyć pożywienie, do wieży trafia młodzieniec — złodziej Flynn Rajtar — który chciał znaleźć schronienie przed żołnierzami, goniącymi za kradzież z królewskiego skarbca korony przeznaczonej dla następcy tronu. Roszpunka, będąc w przekonaniu, że mężczyzna przyszedł po jej magiczne włosy, uderza go patelnią i przywiązuje włosami do krzesła. Zanim Flynn odzyskuje przytomność, Roszpunka zabiera mu torbę z koroną. Chwilę później postanawiają, że Flynn pomoże Roszpunce wydostać się z wieży i zobaczyć latające światła, a w zamian on odzyska torbę.
Po wydostaniu się z wieży udają się do karczmy „Dziarskie Kaczątko”, gdzie wisi list gończy za Flynnem. Początkowo bywalcy lokalu, w postaci groźnych zbirów, są źle nastawieni do pary. Jednak gdy Roszpunka opowiada im o swoim marzeniu, okazuje się, że oni także mają różne marzenia. Wtem do baru wchodzą królewscy żołnierze, poszukujący złodzieja. Jeden ze zbirów przebywających w karczmie pomaga wtedy wydostać się Roszpunce i Flynnowi przez tajne wyjście. Po drodze czeka na nich kilka niebezpieczeństw, jednak udaje im się uciec daleko od wrogów. Przy okazji Flynn przyznaje, że w rzeczywistości nazywa się Julian Szczerbiec.
Podczas odpoczynku przy ognisku nastolatka zostaje odnaleziona przez Gertrudę, której wcześniej się postawiła, oznajmiając, że nie będzie się jej słuchać. Wtedy Gertruda daje jej torbę Juliana z koroną, aby mu ją oddała i przekonała się, jaki naprawdę jest – po czym znika. Nazajutrz, w dzień urodzin głównej bohaterki, Juliana dopada wojskowy koń Maximus. Roszpunce udaje się go uspokoić i prosi go, aby choć w tym jednym dniu żyli w zgodzie. Bohaterowie razem z Maximusem idą do miasta. Uwagę dziewczyny przykuwają figury słońca wywieszane na chorągiewkach oraz ołtarz przedstawiający zaginioną, złotowłosą księżniczkę. Wieczorem para wypływa łódką na jezioro. Wtedy zostaje wypuszczonych mnóstwo lampionów, które unoszą się wokół Roszpunki i Julka. Flynn ma przy sobie dwa lampiony, które para również wypuszcza. Roszpunka postanawia oddać mu jego torbę z koroną.
Po rejsie do Roszpunki przychodzą bracia Karczybykowie, dawni wspólnicy Rajtara, którzy ją porywają. W rzeczywistości był to plan Gertrudy, która przychodzi do dziewczyny, a ta załamana przyznaje jej, że ludzie są tak źli, jak mówiła jej matka. Po powrocie do wieży oczom zasmuconej dziewczyny ukazują się lśniące słońca na suficie, takie same jak na chorągiewkach w mieście. Przypomina sobie wtedy, że to ona jest zaginioną księżniczką. Wpada w ogromną złość na fałszywą matkę, twierdząc, że to przed nią powinna była się chronić przez całe życie, i postanawia, że już nigdy nie pozwoli owej kobiecie dotknąć swoich włosów. Gertruda zakuwa ją w kajdanki i tłumaczy, że teraz Julian, do którego Roszpunka czuła miłość, trafi na stryczek. Chłopak, z niespodziewaną pomocą zbirów z „Dziarskiego Kaczątka”, uwalnia się od królewskiej straży. W więzieniu zauważa Karczybyków, którzy wyjawiają, że zostali wynajęcie przez Gertrudę, ale ta ich oszukała.
Flynn, z pomocą Maximusa, dociera do wieży, gdzie zastaje Roszpunkę związaną kajdankami. Gertruda dźga go nożem. Dziewczyna błaga Gertrudę o pozwolenie, by uratować Julianowi życie, godząc się na to, by wszystko było jak dawniej. Chłopak jednak woli zginąć. Zapłakana Roszpunka zbliża się do niego — wtedy on wyciąga odłamek szkła z lustra (które Gertruda niechcący stłukła wcześniej podczas kłótni z Roszpunką) i ścina jej włosy, które tracą całą magię. Gertruda traci w ten sposób swą młodość i, zrozpaczona, zasłania twarz. Pascal podkłada pod jej stopy obcięte włosy, po czym Gertruda wypada przez okno wieży i ginie, zmieniając się w proch. Łzy Roszpunki pomagają natomiast uleczyć rany chłopaka. Roszpunka wraca do swoich prawdziwych rodziców, co powoduje świętowanie w królestwie. Zaś Julian i Roszpunka biorą ślub.

## Postacie
| Postać                           | Opis |
| -------------------------------- | --- |
| Flynn Rajtar (Julian Szczerbiec) | Czarujący, zaradny, sprytny i wyjątkowo przystojny złodziej, który swym urokiem i doskonałą sylwetką zdobywa sympatię Roszpunki. |
| Roszpunka                        | Piękna, ciekawa świata, temperamentna księżniczka z magicznymi, nieludzko długimi włosami, zamknięta w wysokiej wieży.           |
| Matka Gertruda                   | Porywaczka Roszpunki, która odmładza się za pomocą magicznych włosów pojmanej księżniczki.                                       |
| Maximus                          | Koń; początkowo wróg Flynna i Roszpunki, potem ich przyjaciel.                                                                   |
| Pascal                           | Kameleon, najlepszy przyjaciel Roszpunki.                                                                                        |
| Bracia Karczybykowie             | Dwóch złoczyńców; początkowo pomocnicy Flynna, gdy ten ich wykiwał stanęli po stronie Gertrudy.                                  |
| Król i królowa                   | Rodzice Roszpunki, po jej porwaniu w rocznicę jej urodzin wysyłali w niebo latające lampiony.                                    |

## Obsada głosowa

### Oryginał
- Mandy Moore – Roszpunka
- Zachary Levi – Flynn Rajtar / Julian Szczerbiec
- Donna Murphy – Matka Gertruda
- Ron Perlman – bracia Karczybykowie
- M.C. Gainey – kapitan straży
- Brad Garrett – Haczyk
- Jeffrey Tambor – Nochal
- Paul F. Tompkins – Amor
- Richard Kiel – Władimir

### Polska wersja
Opracowanie wersji polskiej: SDI Media Polska
Reżyseria: Wojciech Paszkowski
Dialogi: Jan Wecsile
Kierownictwo muzyczne: Agnieszka Tomicka
Teksty piosenek: Michał Wojnarowski
Reżyseria dźwięku: Jarosław Wójcik
Montaż dźwięku: Jarosław Wójcik, Anna Żarnecka, Mateusz Orkan-Łęcki
Kierownictwo produkcji: Beata Jankowska, Marcin Kopiec
Zgranie polskiej wersji językowej: Shepperton International
Opieka artystyczna: Mariusz Arno Jaworowski
Produkcja polskiej wersji językowej: Disney Character Voices International, Inc.
W wersji polskiej udział wzięli:
- Julia Kamińska – Roszpunka (dialogi)
- Katarzyna Popowska – Roszpunka (śpiew)
- Maciej Stuhr – Flynn Rajtar / Julian Szczerbiec
- Danuta Stenka – Matka Gertruda
- Mirosław Zbrojewicz – bracia Karczybykowie
- Miłogost Reczek – kapitan straży
- Grzegorz Pawlak – Nochal
- Jacek Czyż – Haczyk
- Wojciech Paszkowski – Amor
- Jakub Szydłowski – Władimir

W pozostałych rolach:
- Bożena Furczyk
- Katarzyna Kozak
- Julia Kożuszek
- Olga Omeljaniec
- Joanna Pach
- Andrzej Chudy
- Piotr Gogol
- Jacek Król
- Paweł Szczesny

Piosenki śpiewają:
- „Zaklęcie” (prolog): Danuta Stenka, Berenika Działak
- „Nowe Dni”: Katarzyna Popowska
- „Słuchaj się mnie”: Danuta Stenka
- „Marzenie mam”: Katarzyna Popowska, Maciej Stuhr, Grzegorz Pawlak, Jacek Czyż oraz chór w składzie: Piotr Bajtlik, Piotr Gogol, Stefan Każuro, Adam Krylik, Łukasz Talik, Jakub Szydłowski
- „Zaklęcie”: Katarzyna Popowska
- „Słuchaj się mnie” (repryza): Danuta Stenka
- „Kiedy jesteś tu”: Katarzyna Popowska i Maciej Stuhr
- „Każdy chciałby tak mieć”: Julia Kamińska, Anna Sochacka

### Zwiastuny
W wersji polskiej udział wzięli:
- Anna Cieślak – Roszpunka (zwiastun #1)
- Julia Kamińska – Roszpunka (zwiastun #2)
- Grzegorz Kwiecień – Flynn Rajtar (zwiastun #1)
- Maciej Stuhr – Flynn Rajtar (zwiastun #2)
- Jakub Szydłowski – bracia Karczybykowie (zwiastun #1)
- Mirosław Zbrojewicz – bracia Karczybykowie (zwiastun #2)
- Zbigniew Konopka
- Paweł Szczesny

Lektor:
- Grzegorz Pawlak (zwiastun #1),
- Paweł Bukrewicz (zwiastun #2)

## Odbiór krytyczny
Film został bardzo pozytywnie oceniony przez krytyków; serwis Rotten Tomatoes na podstawie opinii z 216 recenzji przyznał mu wynik 90%.

## Kontynuacje i remaki
W 2012 Disney stworzył krótkometrażowy film I żyli długo i zaplątani o ślubie Roszpunki i Juliana.
W 2015 ogłoszono produkcję serialu animowanego mającego wydarzenia pomiędzy pierwszym filmem a I żyli długo i zaplątani. W 2017 powstał animowany film telewizyjny Zanim żyli długo i zaplątani będący prologiem do serialu animowanego Zaplątane przygody Roszpunki z lat 2017–2020. Obie produkcje były premierowo wyemitowane na Disney Channel.
W grudniu 2024 ogłoszono produkcję aktorskiego remake’u do scenariusza Jennifer Kaytin Robinson. Michael Gracey prowadzi rozmowy dotyczące objęcia reżyserii. Jednak w związku z porażką finansową Śnieżki (2025), aktorskiego remake’u Królewny Śnieżka i siedmiu krasnoludków (1937), wstrzymano prace nad Zaplątanymi na czas nieokreślony.